# Adri Suijkerbuijk
Adriaan (Adri) Suijkerbuijk, beter bekend als Jos Suijkerbuijk (Princenhage, 20 april 1929 – Made, 1 februari 2015), was een Nederlands wielrenner.

## Biografie
Officieel heette hij Adriaan, maar hij werd Jozef of Jos genoemd. Zijn bijnaam was De Witte Suikere, een verwijzing naar zijn blonde haar.
Op jonge leeftijd ging Suijkerbuijk in de lokale suikerfabriek werken. Daarnaast was hij amateurwielrenner. In 1953 won hij de Ronde van Berg op Zoom en werd gevraagd om als prof de Ronde van Frankrijk 1953 te rijden. Daar won hij met de Nederlandse ploeg het ploegenklassement. De Nederlandse ploeg, onder leiding van Kees Pellenaars won in die Tour vier etappes met Jan Nolten, Gerrit Voorting, Wim van Est en Wout Wagtmans. 
Suijkerbuijk keerde terug in de Ronde van Frankrijk 1954, die hij echter niet uitreed. Na nog een jaar kermiskoersen gereden te hebben, stopte hij en ging in de bouw werken. Op z'n 47e kreeg hij een hartaanval en werd afgekeurd. Suijkerbuijk was gehuwd en kreeg een dochter.
Jos Suijkerbuijk overleed in 2015 op 85-jarige leeftijd. Twee renners van zijn vroegere ploeg, Henk Faanhof (die in 1953 niet in de Tour meereed) en Gerrit Voorting, overleden in de week voor Suijkerbuijk.

## Belangrijkste overwinningen
1952
- Eeklo
- Mechelen

## Tourdeelnames
- 1953 - 40e
- 1954 - niet uitgereden

## Ploegen
- 1951 · Individuele sponsor
- 1952 · Pitralon
- 1953 · Locomotief
- 1954 · Locomotief - Vredestein (Nederland)
- 1955 · Remington
- 1956 · Remington (vanaf 06-05 tot 13-05)
- 1957 · Individuele sponsor